# Asterogyne spicata
Asterogyne spicata es una especie del género Asterogyne, perteneciente a la familia de palmeras Arecaceae.

## Distribución y hábitat
Es originaria de Venezuela, de los bosques húmedos del Parque nacional Guatopo y Cerro Bachiller en el Estado Miranda. 

## Descripción
Las hojas nuevas son de color cobre, y es muy ornamental, es rara en cultivo. Es solitaria alcanzando hasta los 8 m de altura con alrededor de una decena de hojas en su copa. Estípite de hasta 4 cm de diámetro, con anillos foliares conspicuos, hojas simples deltoideas bífidas, verde oscuros en el haz, y verde plateado en el envés. Las inflorescencias son interfoliares. Los frutos de color negro.

## Taxonomía
Asterogyne spicata  fue descrita por (H.E.Moore) Wess.Boer y publicado en Geonomoid Palms 81. 1968
Etimología
Asterogyne: nombre genérico que deriva de las palabras griegas: Astero- que significa estrella, y gyne mujer, se refiere a la forma estellada que tiene el pistilo de las especies de este género.
spicata: epíteto latino que significa "espiga" por su inflorescencia.
Sinonimia
- Aristeyera spicata H.E.Moore (1966).[5]